# Birkirkara Football Club
Il Birkirkara Football Club è una società calcistica maltese con sede nella città di Birkirkara.
Fondato nel 1950 il club si è laureato per quattro volte campione di Malta, l'ultima delle quali nel 2012-2013.
Nella stagione 2022-23 ha militato nella BOV Premier League, la massima divisione del calcio maltese, classificandosi al 2º posto, dopo la sconfitta in finale contro l'Ħamrun Spartans.

## Storia
La squadra, che disputa le sue partite casalinghe all'Infetti Ground (12 500 posti a sedere) ha vinto 4 campionati maltesi e 12 coppe nazionali: 5 Maltese Cup e 7 MFA Super Cup.
Nella stagione 2015-2016 in Europa League arrivano al 2º turno, mancando una storica qualificazione al 3º turno solo ai rigori e riuscendo a tener testa agli inglesi del West Ham.
Nel club ha giocato anche il calciatore italiano Fabrizio Miccoli.
I colori sociali sono il giallo e il rosso.
Il club è, inoltre, membro fondatore della ECA.

## Organico

### Rosa 2023-2024
Aggiornata al 27 novembre 2023.
| N. |                    | Ruolo | Calciatore              |
| -- | ------------------ | ----- | ----------------------- |
| 1  | Italia (bandiera)  | P     | Giacomo Nava            |
| 2  | Uruguay (bandiera) | D     | Osvaldo Iorio Forestero |
| 5  | Malta (bandiera)   | D     | Enrico Pepe             |
| 6  | Brasile (bandiera) | A     | Dall'Oca                |
| 7  | Brasile (bandiera) | C     | Lecão                   |
| 8  | Malta (bandiera)   | C     | Yannick Yankam          |
| 9  | Malta (bandiera)   | A     | Jed Valletta            |
| 11 | Malta (bandiera)   | D     | Kurt Zammit             |
| 12 | Malta (bandiera)   | P     | Amary Sylla             |
| 20 | Malta (bandiera)   | A     | Alexander Satariano     |

| N. |                      | Ruolo | Calciatore         |
| -- | -------------------- | ----- | ------------------ |
| 22 | Malta (bandiera)     | D     | Cain Attard        |
| 23 | Malta (bandiera)     | A     | Jean Paul Farrugia |
| 25 | Malta (bandiera)     | D     | Neil Micallef      |
| 30 | Argentina (bandiera) | C     | Enzo Cabrera       |
| 42 | Ghana (bandiera)     | C     | Simon Zibo         |
| 72 | Italia (bandiera)    | A     | Alessandro Coppola |
| 77 | Brasile (bandiera)   | C     | Denis Ribeiro      |
| 92 | Italia (bandiera)    | C     | Kevin Tulimieri    |
| 99 | Romania (bandiera)   | A     | Andrei Ciolacu     |

### Rosa 2022-2023
Aggiornata al 3 marzo 2023.
| N. |                     | Ruolo | Calciatore              |
| -- | ------------------- | ----- | ----------------------- |
| 1  | Italia (bandiera)   | P     | Giacomo Nava            |
| 2  | Uruguay (bandiera)  | D     | Osvaldo Iorio Forestero |
| 5  | Malta (bandiera)    | D     | Enrico Pepe             |
| 6  | Brasile (bandiera)  | A     | Dall'Oca                |
| 7  | Brasile (bandiera)  | C     | Lecão                   |
| 8  | Malta (bandiera)    | C     | Yannick Yankam          |
| 9  | Malta (bandiera)    | A     | Jed Valletta            |
| 11 | Malta (bandiera)    | D     | Kurt Zammit             |
| 12 | Malta (bandiera)    | P     | Amary Sylla             |
| 20 | Svizzera (bandiera) | C     | Matteo Fedele           |

| N. |                      | Ruolo | Calciatore         |
| -- | -------------------- | ----- | ------------------ |
| 22 | Malta (bandiera)     | D     | Cain Attard        |
| 23 | Malta (bandiera)     | A     | Jean Paul Farrugia |
| 25 | Malta (bandiera)     | D     | Neil Micallef      |
| 30 | Argentina (bandiera) | C     | Enzo Cabrera       |
| 42 | Ghana (bandiera)     | C     | Simon Zibo         |
| 72 | Italia (bandiera)    | A     | Alessandro Coppola |
| 77 | Brasile (bandiera)   | C     | Denis Ribeiro      |
| 92 | Italia (bandiera)    | C     | Kevin Tulimieri    |
| 99 | Romania (bandiera)   | A     | Andrei Ciolacu     |

## Palmarès

### Competizioni nazionali
- Campionati maltesi: 4

1999-2000, 2005-2006, 2009-2010, 2012-2013
- Maltese Cup: 6

2001-2002, 2002-2003, 2004-2005, 2007-2008, 2014-2015, 2022-2023
- Supercoppa di Malta: 7

2002, 2003, 2004, 2005, 2006, 2013, 2014

### Altri piazzamenti
- Campionato maltese:

Secondo posto: 1952-1953, 1996-1997, 1997-1998, 1998-1999, 2002-2003, 2003-2004, 2004-2005, 2013-2014, 2022-2023, 2024-2025
Terzo posto: 2000-2001, 2001-2002, 2006-2007, 2007-2008, 2008-2009, 2010-2011, 2011-2012, 2014-2015, 2015-2016, 2016-2017
- Coppa di Malta:

Finalista: 1972-1973, 1989-1990, 1998-1999, 1999-2000, 2000-2001, 2017-2018, 2024-2025
Semifinalista: 2008-2009, 2010-2011, 2018-2019, 2023-2024
- Supercoppa di Malta:

Finalista: 1997, 1999, 2000, 2008, 2010, 2015, 2023
- Centenary Cup:

Semifinalista: 2000

## Cammino nelle coppe europee
| Stagione  | Competizione      | Turno             | Squadra                               | Casa | Trasferta | Totale        |
| --------- | ----------------- | ----------------- | ------------------------------------- | ---- | --------- | ------------- |
| 1997-98   | Coppa UEFA        | 1º preliminare    | Spartak Trnava                        | 0-1  | 1-3       | 1-4           |
| 1998-99   | Coppa UEFA        | 1º preliminare    | Šachtar Donec'k                       | 0-4  | 1-2       | 1-6           |
| 1999-2000 | Coppa UEFA        | 1º preliminare    | Lyngby                                | 0-0  | 0-7       | 0-7           |
| 2000-01   | Champions League  | 1º preliminare    | KR Reykjavik                          | 1-2  | 1-4       | 2-6           |
| 2001-02   | Coppa UEFA        | Turno preliminare | Lokomotivi Tbilisi                    | 0-0  | 1-1       | 1-1 (gfc)     |
| 2001-02   | Coppa UEFA        | 1º turno          | Dinamo Mosca                          | 0-0  | 0-1       | 0-1           |
| 2002-03   | Coppa UEFA        | 1º preliminare    | Metalurh Zaporizhzhya                 | 0-0  | 0-3       | 0-3           |
| 2003-04   | Coppa UEFA        | 1º preliminare    | Ferencváros                           | 0-5  | 0-1       | 0-6           |
| 2004-05   | Coppa UEFA        | 1º preliminare    | Partizani                             | 2-1  | 2-4       | 4-5           |
| 2005-06   | Coppa UEFA        | 1º preliminare    | Apoel Nicosia                         | 0-2  | 0-4       | 0-6           |
| 2006-07   | Champions League  | 1º preliminare    | Bóltfelagið 1936                      | 0-3  | 2-2       | 2-5           |
| 2007      | Coppa Intertoto   | 1º turno          | Maribor                               | 0-3  | 1-2       | 1-5           |
| 2008-09   | Coppa UEFA        | 1º preliminare    | Hajduk Spalato                        | 0-3  | 0-4       | 0-7           |
| 2009-10   | Europa League     | 1º preliminare    | Slaven Belupo                         | 0-1  | 0-0       | 0-1           |
| 2010-11   | Champions League  | 1º preliminare    | Santa Coloma                          | 4-3  | 3-0       | 7-3           |
| 2010-11   | Champions League  | 2º preliminare    | Zilina                                | 1-0  | 0-3       | 1-3           |
| 2011-12   | Europa League     | 1º preliminare    | Vllaznia                              | 0-1  | 1-1       | 1-2           |
| 2012-13   | Europa League     | 1º preliminare    | Metalurg Skopje                       | 2-2  | 0-0       | 2-2 (gfc)     |
| 2013-14   | Champions League  | 2º preliminare    | Maribor                               | 0-0  | 0-2       | 0-2           |
| 2014-15   | Europa League     | 1º preliminare    | Diósgyőri Vasgyárak Testgyakorló Köre | 1-2  | 1-4       | 2-6           |
| 2015-16   | Europa League     | 1º preliminare    | Ulisses                               | 0-0  | 3-1       | 3-1           |
| 2015-16   | Europa League     | 2º preliminare    | West Ham                              | 1-0  | 0-1       | 1-1 (3-5 dcr) |
| 2016-17   | Europa League     | 1º preliminare    | Široki Brijeg                         | 2-0  | 1-1       | 3-1           |
| 2016-17   | Europa League     | 2º preliminare    | Heart of Midlothian                   | 0-0  | 2-1       | 2-1           |
| 2016-17   | Europa League     | 3º preliminare    | Krasnodar                             | 0-3  | 1-3       | 1-6           |
| 2018-19   | Europa League     | Turno preliminare | Klaksvíkar Ítróttarfelag              | 1-1  | 1-2       | 2-3           |
| 2021-22   | Conference League | 1º preliminare    | La Fiorita                            | 1-0  | 1-1       | 2-1           |
| 2021-22   | Conference League | 2º preliminare    | Olimpia Lubiana                       | 1-0  | 0-1       | 1-1 (dts)     |